# Президент на Израел
Президентът на държавата Израел (на иврит: נְשִׂיא מְדִינַת יִשְׂרָאֵל) е държавният глава на Израел. Постът на президента е предимно, макар и не изцяло, церемониален. Същинската изпълнителна власт е в ръцете на кабинета, ръководен от министър-председателя. Настоящият президент е Ицхак Херцог, който встъпва в длъжност на 7 юли 2021 г. Президентите се избират от Кнесета за един седемгодишен мандат.

## Избори
Президентът на Израел се избира с абсолютно мнозинство в Кнесета, чрез тайно гласуване. Ако нито един кандидат не получи абсолютно мнозинство от гласовете на първия или втория тур на гласуването, кандидатът с най-малко гласове се елиминира във всеки следващ кръг, ако е необходимо, докато останат само двама. От 1949 до 2000 г. президентът е избиран за петгодишен мандат и е с право да заема до два мандата. От 2000 г. президентът има един седемгодишен мандат.
Всеки израелски гражданин има право да се кандидатира за президент. Длъжността се овакантява след изтичане на мандат, смърт, оставка или решение на три четвърти от Кнесета да отстрани президента на основание лошо поведение или неспособност. Президентският мандат не е свързан с този на Кнесета, за да се осигури приемственост в управлението и надпартиен характер на длъжността. В израелската правителствена система няма вицепрезидент. Ако президентът е временно недееспособен или напусне поста си, председателят на Кнесета става действащ президент.
Първите президентски избори се провеждат на 16 февруари 1949 г. Печели ги Хаим Вайцман. Вторите избори се провеждат през 1951 г., тъй като по това време президентските мандати са свързани с продължителността на мандата на Кнесета (първият Кнесет продължава само две години). Следващата година след смъртта на Вайцман се провеждат други избори.

## Правомощия и отговорности
Основната роля на президента в механизма на некодифицираната конституция на Израел е да „...стои начело на държавата“, да представлява държавата Израел в чужбина и да насърчава националното единство. В това си качество президентът олицетворява израелската държава, санкционира решенията на законните конституционни власти и гарантира изпълнението на обществената воля. Казано по друг начин, президентството служи като национален символ, който се стреми да укрепи основните ценности на държавата и да даде глас на многообразието на израелското общество при изпълнението на официалните му функции. В това отношение правомощията на президента на Израел обикновено са еквивалентни на тези, притежавани от държавните глави в други парламентарни демокрации и до голяма степен се диктуват от основния закон.

## Списък на президентите
| №  | Портрет | Име (роден – починал)        | Встъпил в длъжност | Напуснал длъжността | Партия          |
| -- | ------- | ---------------------------- | ------------------ | ------------------- | --------------- |
| 1  |         | Хаим Вайцман (1874 – 1952)   | 14 май 1948        | 9 ноември 1952      | Общи Ционисти   |
| -  |         | Йосиф Спринзак (1885 – 1959) | 9 ноември 1952     | 16 декември 1952    | Мапаи           |
| 2  |         | Ицхак Бен-Цви (1884 – 1963)  | 16 декември 1952   | 23 април 1963       | Мапаи           |
| -  |         | Кадиш Луз (1895 – 1972)      | 23 април 1963      | 21 май 1963         | Мапаи           |
| 3  |         | Залман Шазар (1889 – 1974)   | 21 май 1963        | 24 май 1973         | Мапаи           |
| 4  |         | Ефраим Кацир (1916 – 2009)   | 24 май 1973        | 29 май 1978         | Партия на труда |
| 5  |         | Ицхак Навон (1921 – 2015)    | 29 май 1978        | 5 май 1983          | Партия на труда |
| 6  |         | Хаим Херцог (1918 – 1997)    | 5 май 1983         | 13 май 1993         | Партия на труда |
| 7  |         | Езер Вайцман (1924 – 2005)   | 13 май 1993        | 13 юли 2000         | Партия на труда |
| -  |         | Авраам Бург (р. 1955)        | 13 юли 2000        | 1 август 2000       | Партия на труда |
| 8  |         | Моше Кацав (р. 1945)         | 1 август 2000      | 1 юли 2007          | Ликуд           |
| -  |         | Далия Ицик (р. 1952)         | 1 юли 2007         | 15 юли 2007         | Кадима          |
| 9  |         | Шимон Перес (1923 – 2016)    | 15 юли 2007        | 24 юли 2014         | Кадима          |
| 10 |         | Реувен Ривлин (р. 1939)      | 24 юли 2014        | 7 юли 2021          | Ликуд           |
| 11 |         | Ицхак Херцог (р. 1960)       | 7 юли 2021         | действащ            | Партия на труда |